# Hegyi (Adelsgeschlecht)

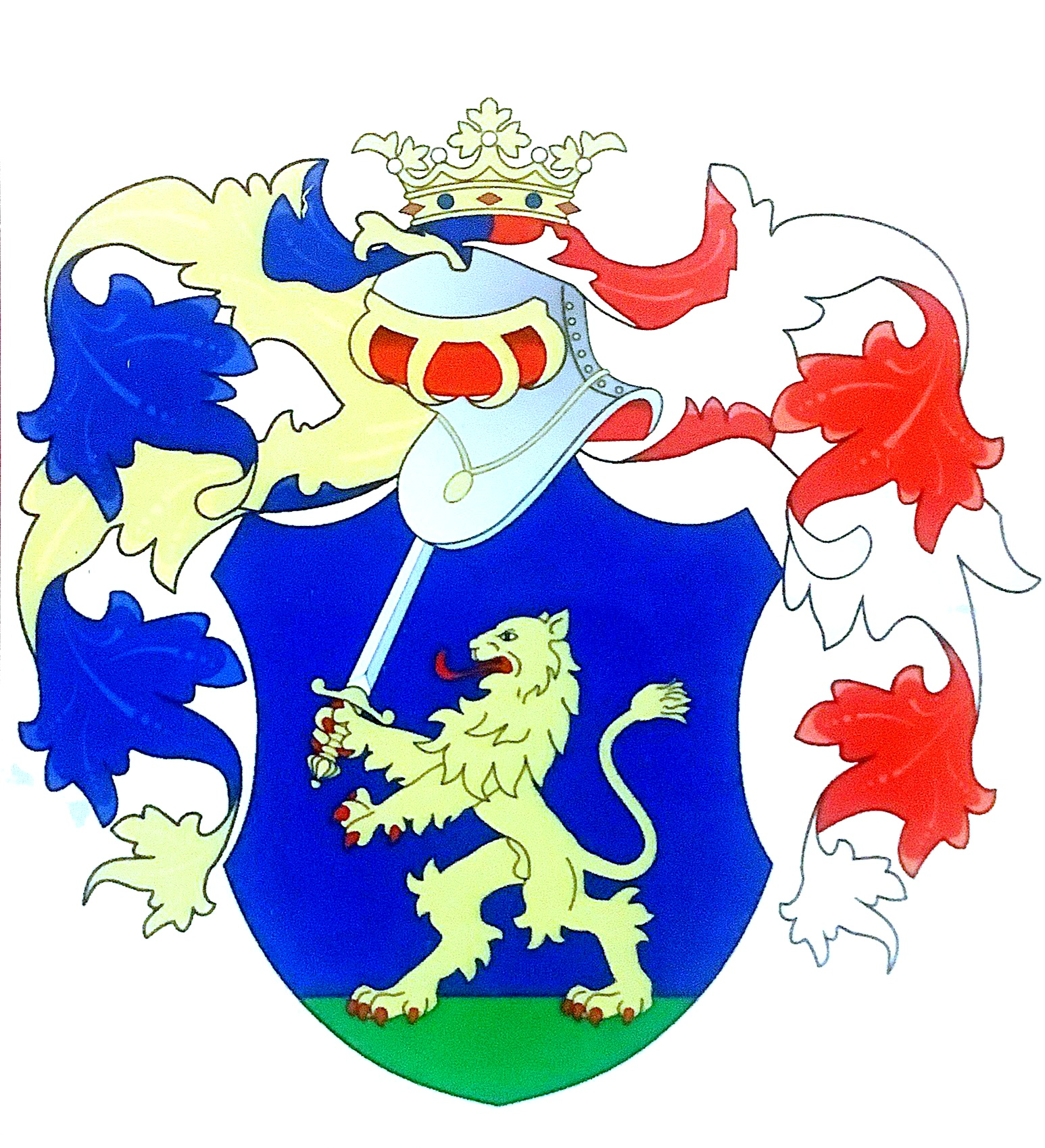
Wappen der Hegyi de Agyagfalva

Die Familie Hegyi de Agyagfalva (ungarisch: agyagfalvi Hegyi család; Hegyi bedeutet Berg) ist eine alte ungarische reformierte szekler Adelsfamilie aus Siebenbürgen. Sie sind nicht mit den Hegyi von Borosjenö bzw. den Hegyi zu verwechseln, die jeweils einen Hirsch im Wappen führen.

## Herkunft
Hegyi ist die älteste urkundlich erwähnte Familie in Lehmdorf in Siebenbürgen. Am 5. März 1620 erhielt die Familie Hegyi einen Adelsbrief mit eigenem Wappen von Fürst Gabriel Bethlen de Iktár.

## Wappen
Im blauen Schild hält, aufgerichtet auf grünem Rasen schreitend, ein goldener Löwe in seiner rechten Pranke ein silbernes Schwert. Der Helm hat eine goldene Helmkrone, ohne Helmzier. Die Decke ist auf der rechten Seite blau-golden, auf der linken rot-silbern.

## Berühmte Künstler in  der Familie
In der Familie Hegyi hat die Pflege der Kunst eine lange Tradition, daher gibt es mehrere herausragende Künstler in der Familie, wie z. B. den Schriftsteller István Hegyi, den reformierter Pfarrer und Dichter Mózes Hegyi oder den Trompeter Gábor Hegyi.